# 로트실트조코
로트실트조코(Eospalax rothschildi)는 소경쥐과에 속하는 설치류의 일종이다. 중국의 토착종이다.